# Bundesgartenschau
Die Bundesgartenschau (BUGA) ist eine deutsche Ausstellung zum Gartenbau, in die auch Themenbereiche wie Landschaftsarchitektur einfließen. Sie findet in einem Zweijahresturnus in verschiedenen deutschen Städten statt, dabei alle zehn Jahre als Internationale Gartenbauausstellung (IGA). Parallel dazu gibt es Landesgartenschauen in den Bundesländern. Sitz der Geschäftsstelle der Deutschen Bundesgartenschau (DBG) GmbH ist Bonn-Bad Godesberg in der ehemaligen Botschaftskanzlei von Uganda (Dürenstr. 44).

## Konzept
Neben Bundesbehörden und den ausrichtenden Städten ist heute die 1993 gegründete Deutsche Bundesgartenschau GmbH (DBG) beteiligt, hinter ihr stehen der Zentralverband Gartenbau (ZVG), der Bundesverband Garten-, Landschafts- und Sportplatzbau (BGL) und der Bund deutscher Baumschulen (BdB). Die Schirmherrschaft einer Bundesgartenschau wird vom jeweiligen Bundespräsidenten übernommen.
Im Rahmen einer Bundesgartenschau finden in den jeweiligen Städten mit hohem Budget umfangreiche Freiraumplanungen und -umgestaltungen statt, die den regionalen Entwicklungszielen dienen. Oft entsteht dabei ein völlig neues Bundesgartenschau-Gelände, das über einen Zeitraum von mehreren Monaten Millionen Besucher anzieht.
In den ersten Jahrzehnten fanden die Bundesgartenschauen zumeist in den großen Metropolen der Bundesrepublik statt. Seit Mitte der 1990er Jahre wurden auch verstärkt kleinere Städte um die 100.000 Einwohner als Gastgeber ausgewählt. Die Bundesgartenschau 2007 wurde als erste BUGA auf zwei Ausstellungsflächen in zwei benachbarten Städten (Gera und Ronneburg) ausgerichtet. Mit der Bundesgartenschau 2015 im Havelland fand zum ersten Mal eine stark dezentralisierte Bundesgartenschau verteilt auf fünf Standorte in zwei Bundesländern statt.
Die Bundesgartenschau wurde bereits in zwölf Bundesländern ausgerichtet, zuletzt kamen Thüringen (2007) und Rheinland-Pfalz (2011) neu hinzu. In den Bundesländern Bremen, Saarland, Sachsen und Schleswig-Holstein gab es noch keine Bundesgartenschauen.

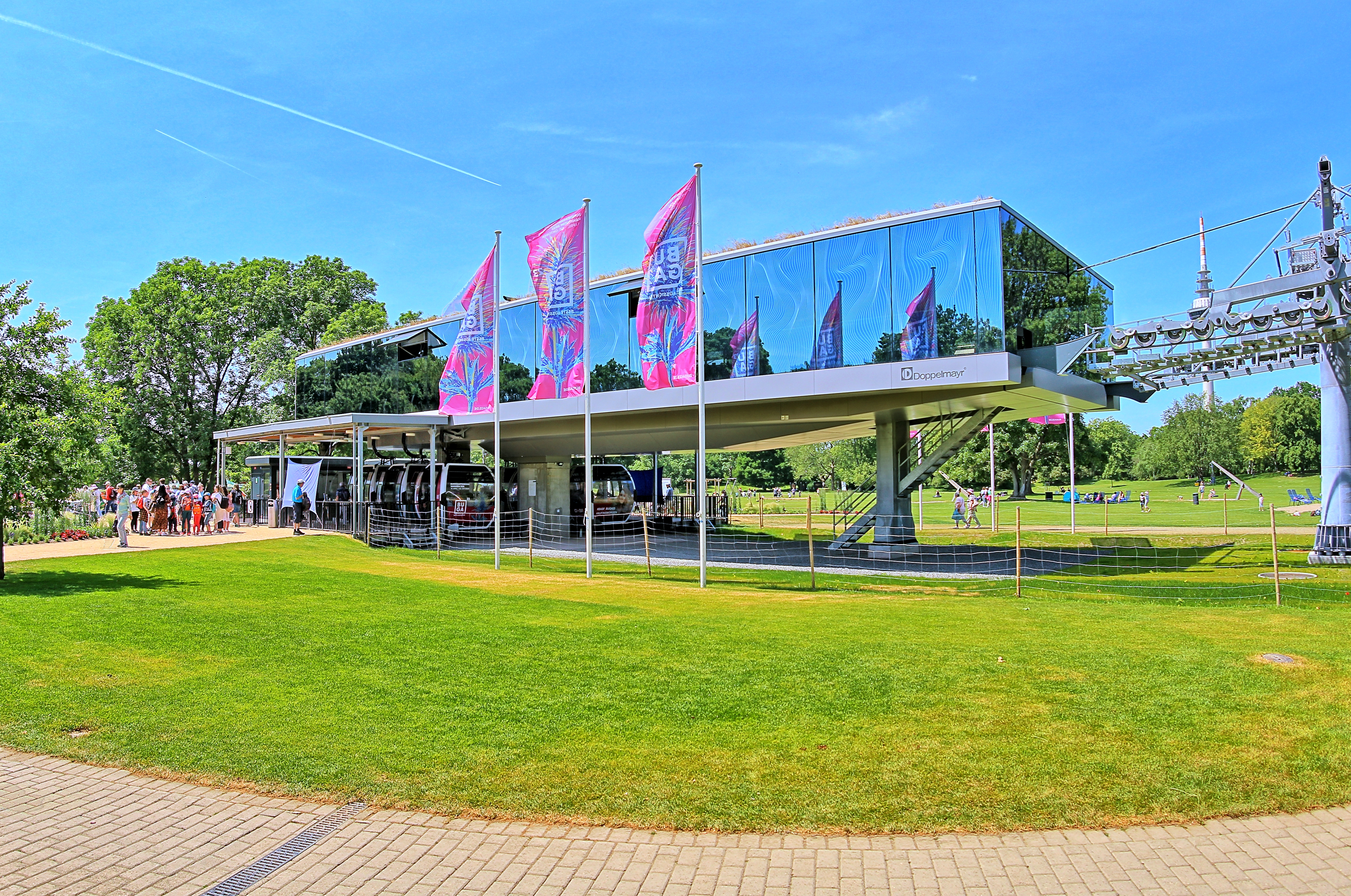
Bundesgartenschau 2023: Mannheim
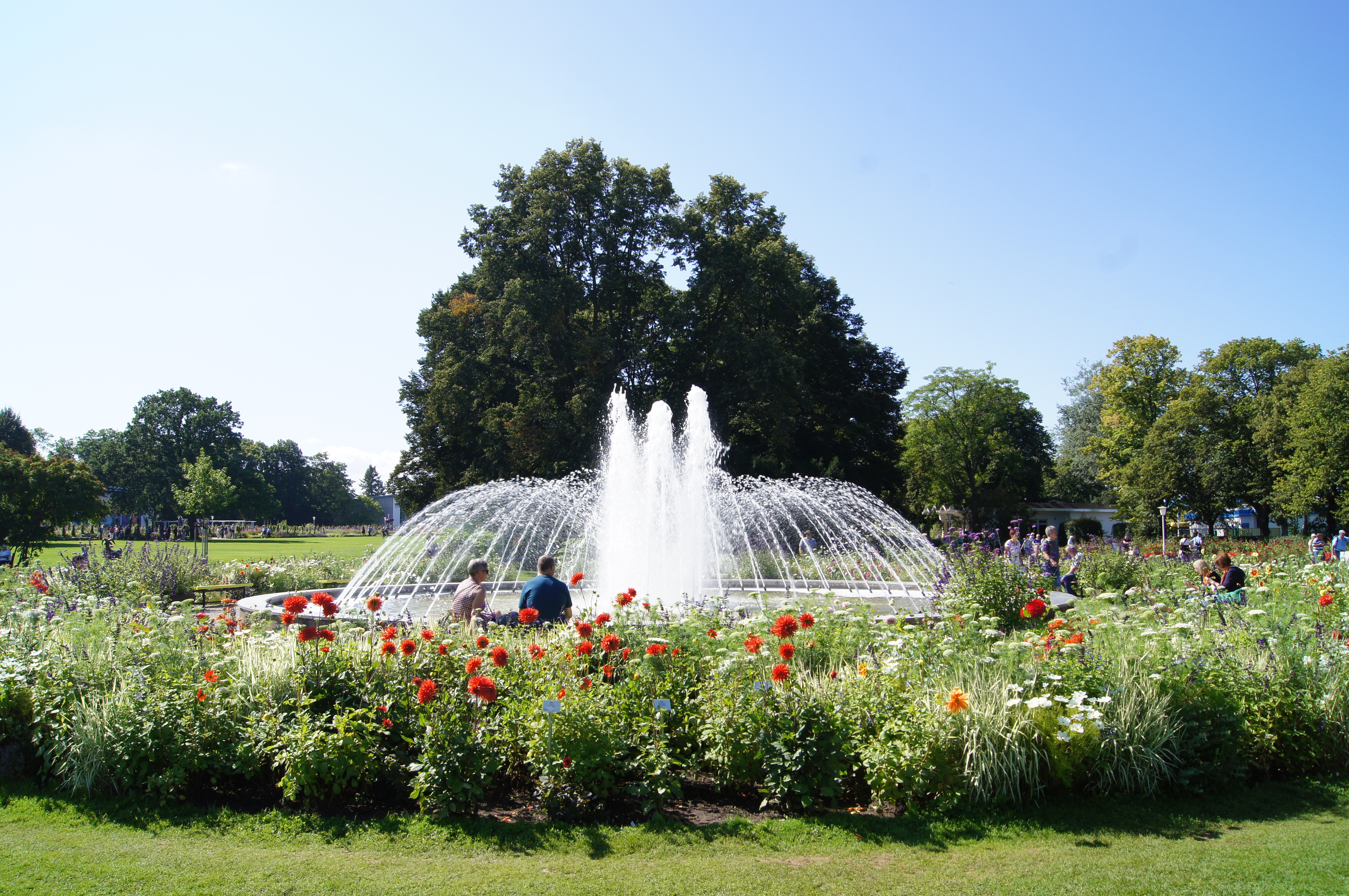
Bundesgartenschau 2021: Erfurt
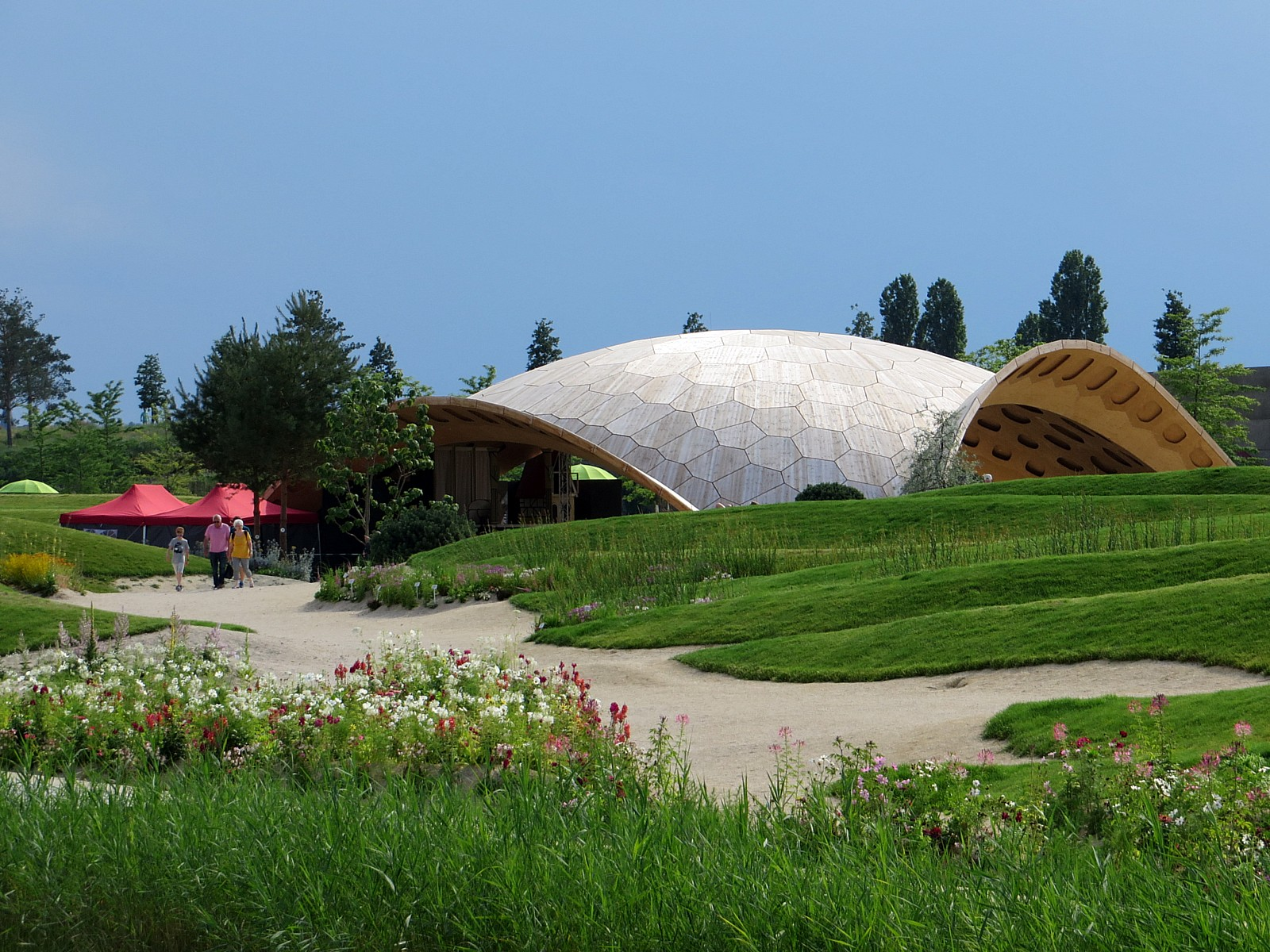
Bundesgartenschau 2019: Heilbronn
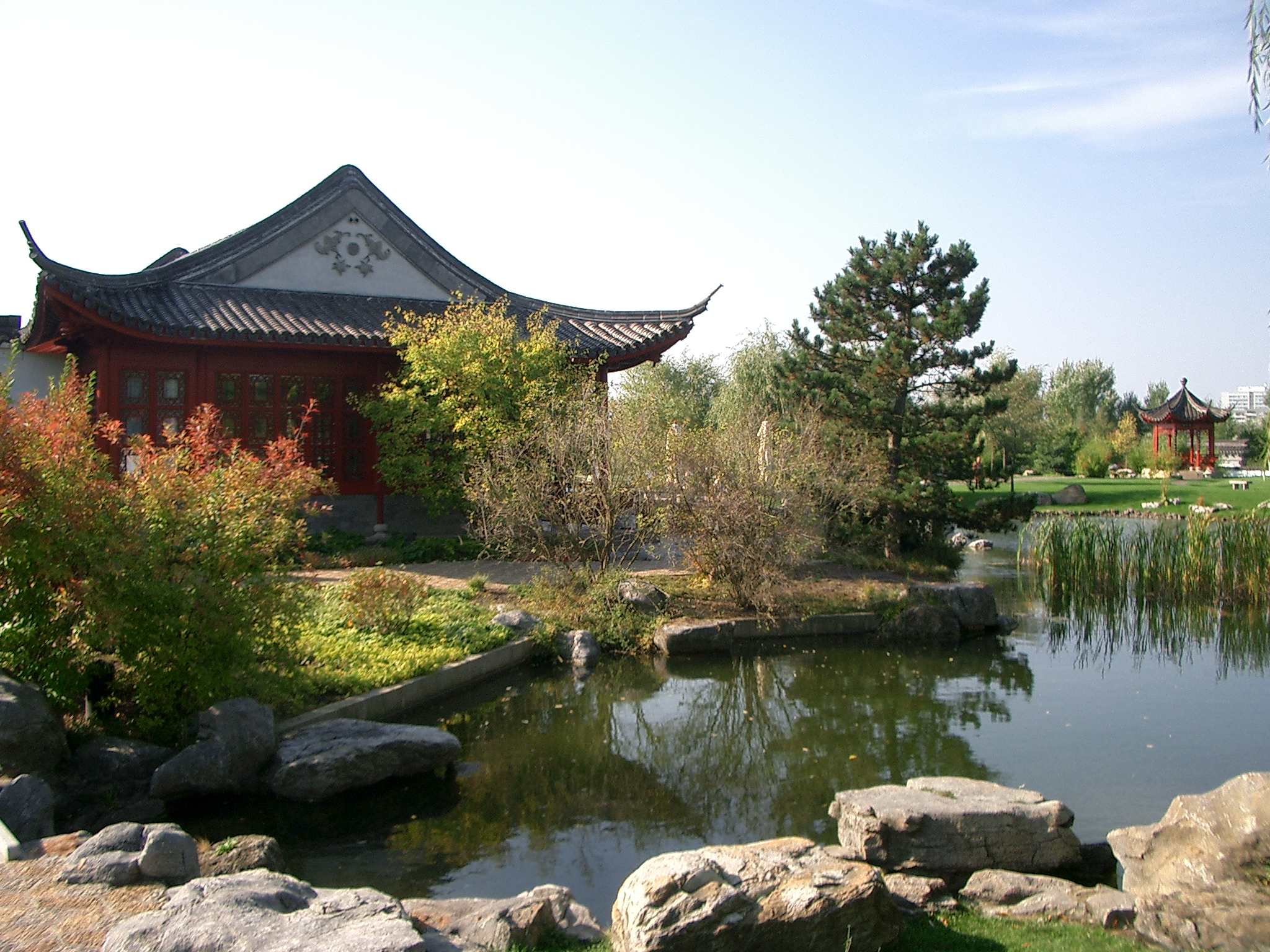
Internationale Gartenausstellung 2017: Berlin
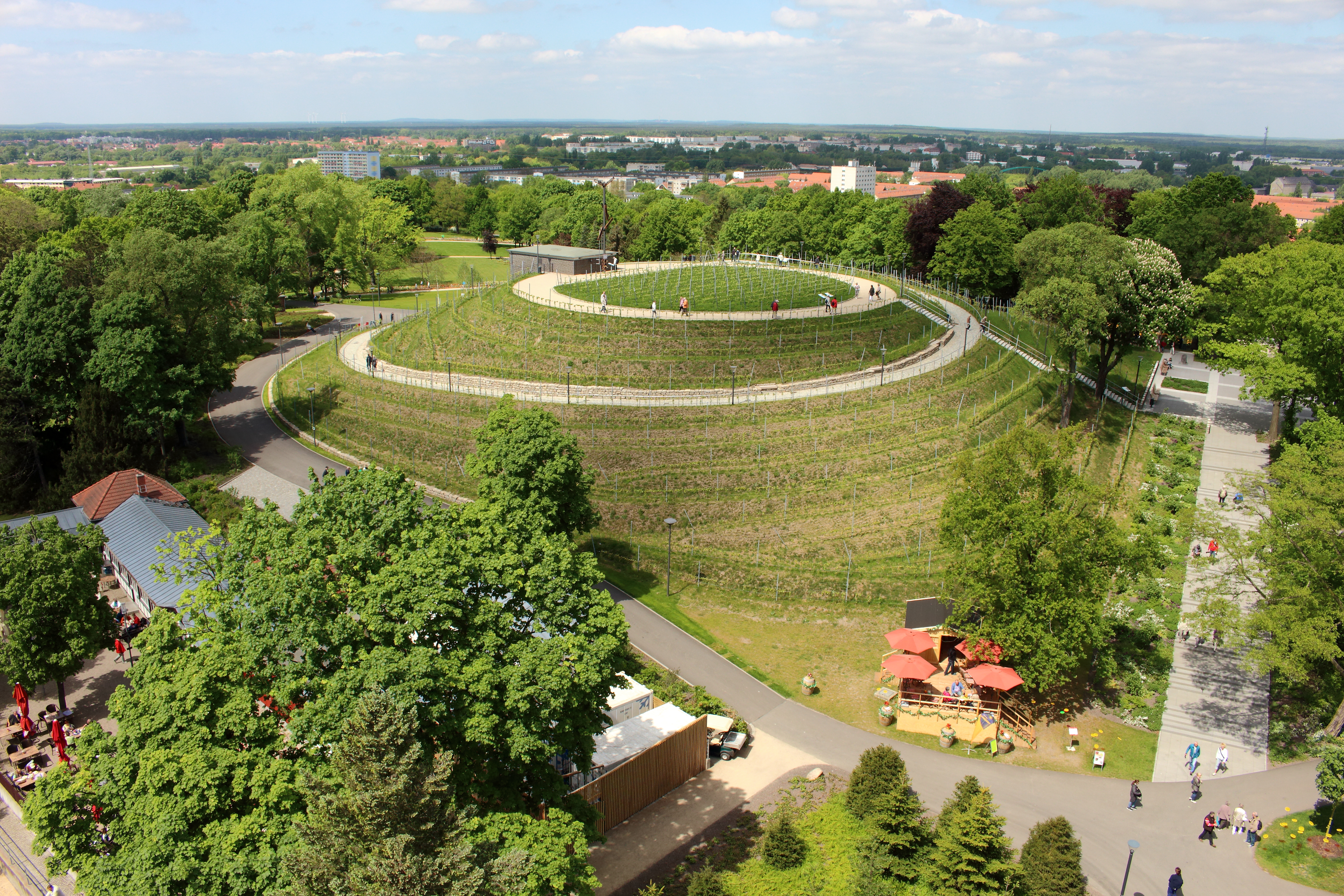
Bundesgartenschau 2015: Havel-Region
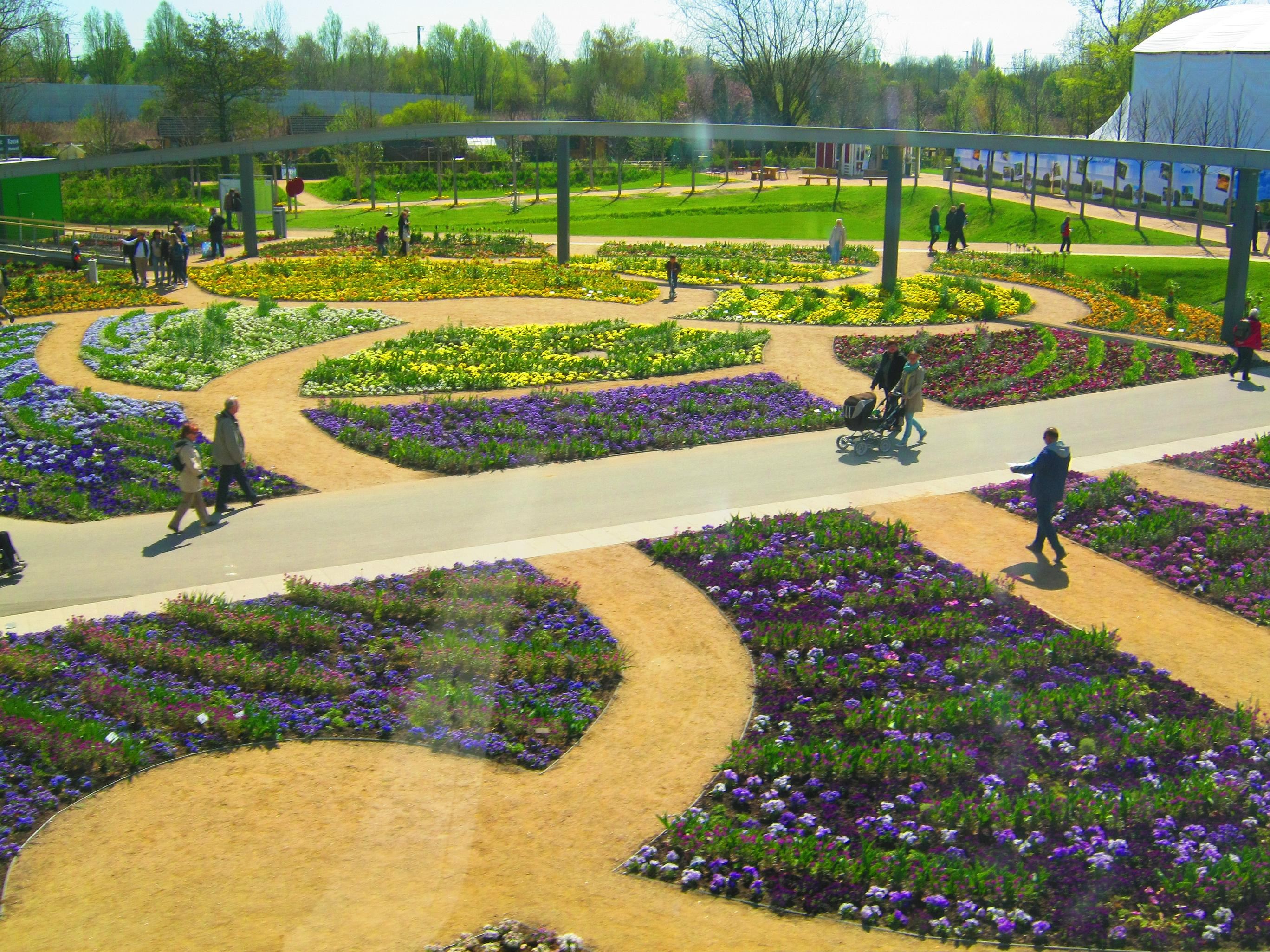
Internationale Gartenschau 2013: Hamburg
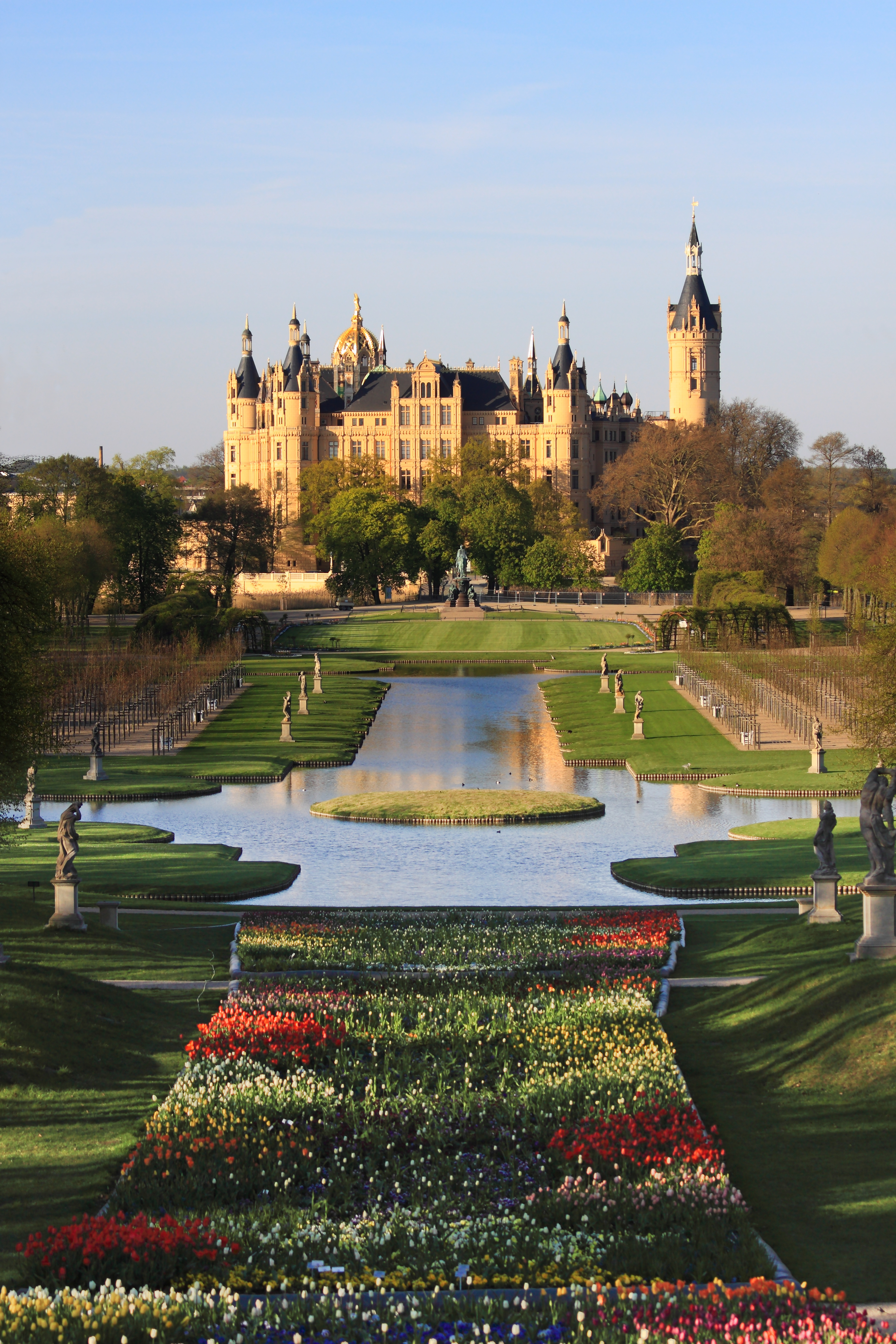
BUGA 2009: Schwerin
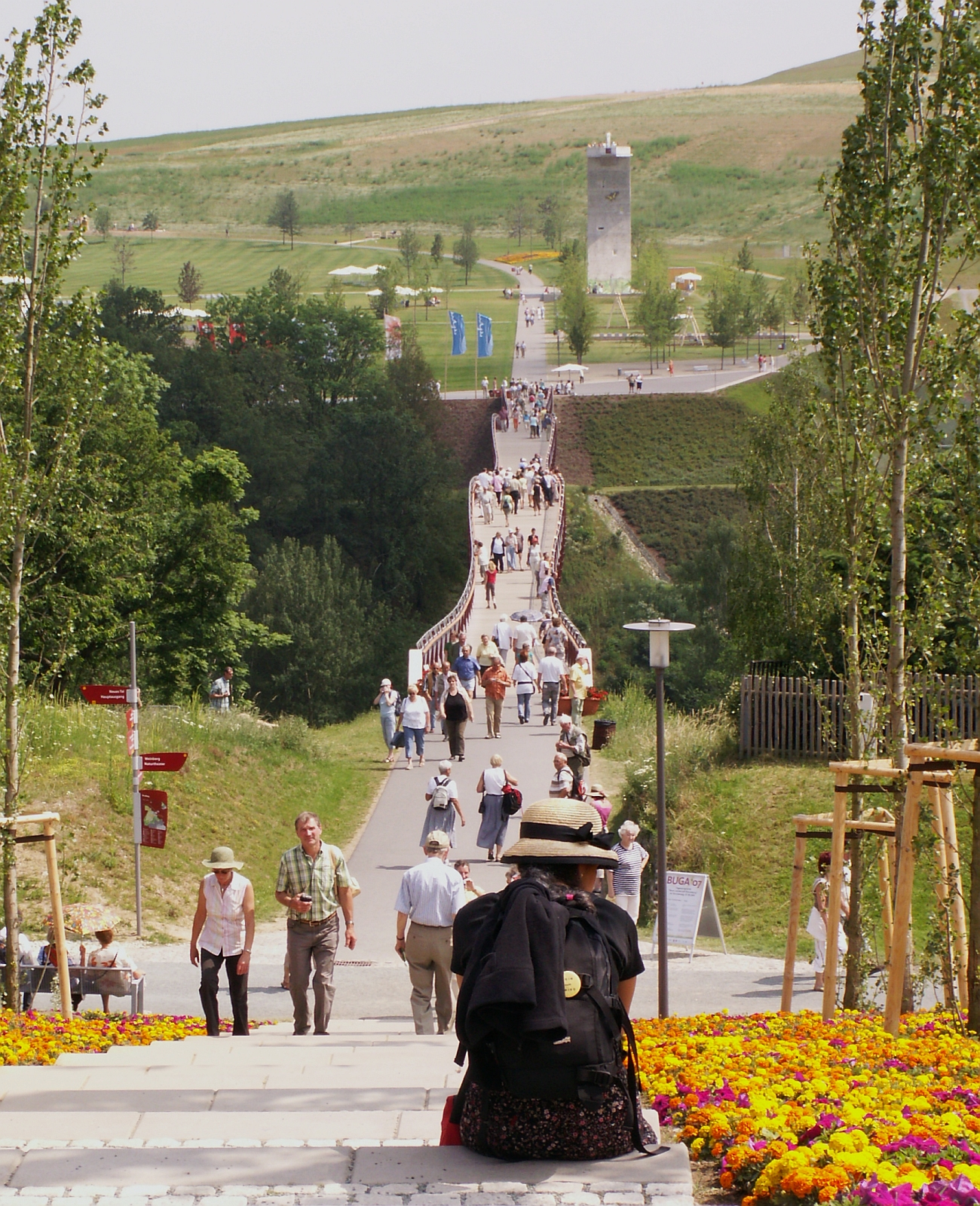
BUGA 2007: Ronneburg
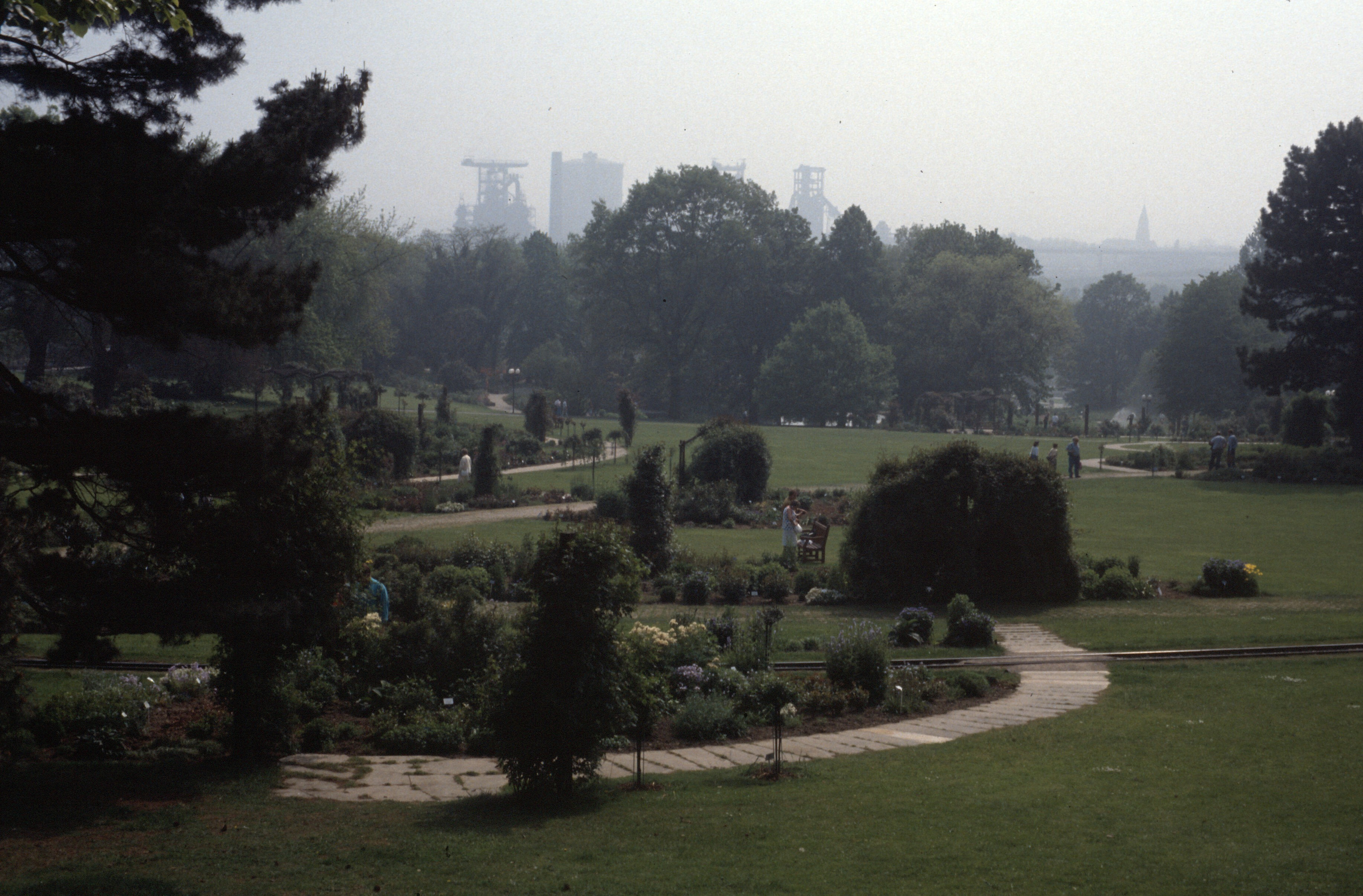
BUGA 1991: Dortmund
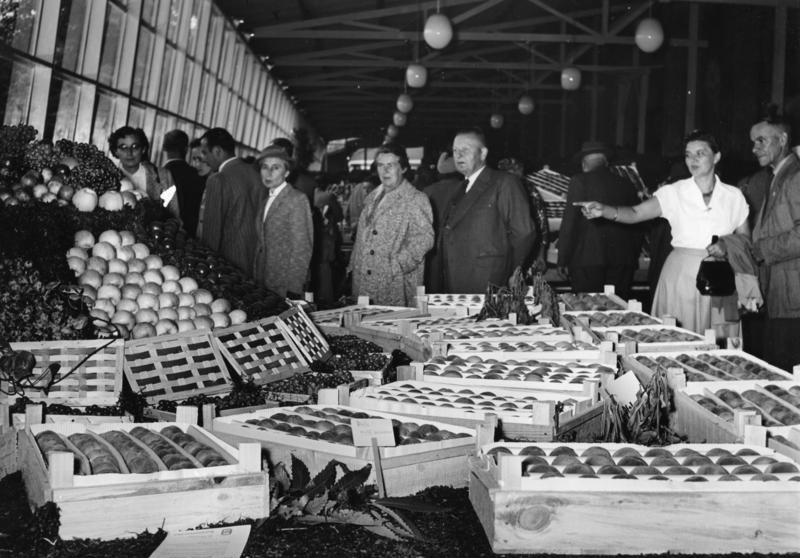
BUGA 1955: Kassel

## Geschichte
Gärtnerische Ausstellungen haben jahrhundertealte Tradition, bisweilen als kurzfristige Öffnung privater Gärten.
Eine erste Internationale Land- und Gartenbauausstellung fand vom 9. bis 17. September 1865 in Erfurt statt. Am 6. September 1876 wurde in Anwesenheit von Kaiserin Augusta eine Allgemeine Deutsche Gartenbau-Ausstellung im Augustapark des Erfurter Steigers eröffnet, die bis zum 17. September 1876 dauerte. Bis zum Ersten Weltkrieg fanden noch mehrfach überregionale Gartenbauausstellungen in der traditionsreichen „Blumenstadt“ statt.
Für das Jahr 1887 ist eine Internationale Gartenbauausstellung in Dresden nachgewiesen, für die ein Hamburger Staatspreis ob der Bedeutung der Ausstellung gestiftet worden war. Die Ausstellung fand in Anwesenheit von Heinrich Gustav Reichenbach statt, einem weltweit anerkannten Botaniker und seit 1863 Direktor des Botanischen Gartens Hamburg.
Im Jahr 1896 wurde wiederum in Dresden eine II. Internationale Gartenbauausstellung ausgerichtet, aus deren Anlass der Städtische Ausstellungspalast eröffnet wurde. 1900 setzte man dort ob solcher Tradition die Ausstellungsreihe mit der Großen Deutschen Gartenbauausstellung fort. Schließlich kam es 1907 zur III. Internationalen Gartenbauausstellung wiederum in Dresden. Im selben Jahr fand zudem in Mannheim eine Große Gartenbauausstellung statt.
Zwischenzeitlich richtete der Mainzer Gartenbau-Verein im Jahr 1901 die Allgemeine Deutsche Gartenbauausstellung aus, und in Altona folgte 1914 zum 250. Jahrestag von Altona und der Befreiung von Dänischer Herrschaft die Deutsche Gartenbauausstellung. Die beiden vorgenannten Ausstellungen wurden unter maßgeblicher Beteiligung von Ferdinand Tutenberg veranstaltet.
Nach dem Ende des Ersten Weltkriegs fanden in den 1920er Jahren (Weimarer Republik) drei überregional ausgerichtete Gartenschauen – seinerzeit als Gartenbau-Ausstellungen bezeichnet – statt, mit zum Teil internationaler Beteiligung und überaus positiver Resonanz in der Öffentlichkeit:
- 1926: Jubiläums-Gartenbau-Ausstellung in Dresden, anlässlich des 100-jährigen Bestehens der Dresdner Gartenbaugesellschaft „Flora“ abgehalten und verbunden mit der Internationalen Kunstausstellung Dresden 1926 (5. Jahresschau Deutscher Arbeit)
- 1927: Deutsche Gartenbau- und Schlesische Gewerbe-Ausstellung (GUGALI) in Liegnitz
- 1929: Große Ruhrländische Gartenbau-Ausstellung (GRUGA) in Essen

### Reichsgartenschau

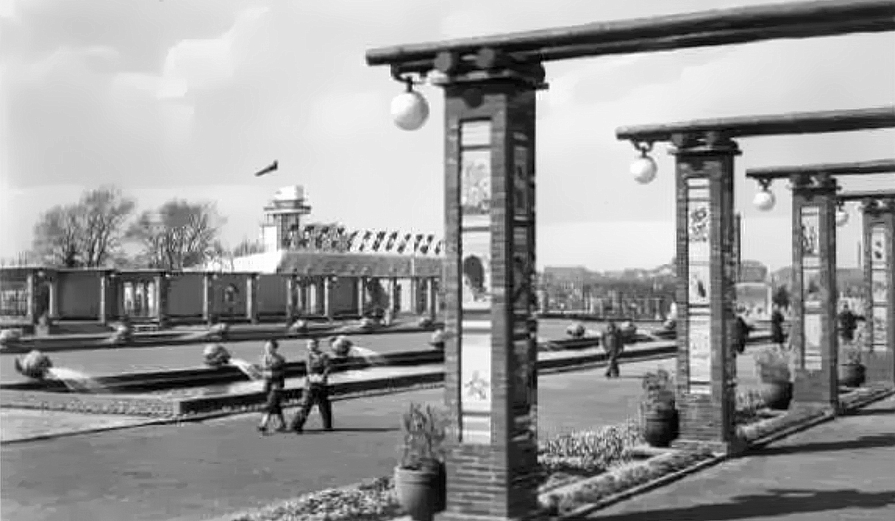
Reichsgartenschau 1938 in Essen, Keramikhof, im Hintergrund Blumenhof und Grugaturm

Bis zum Beginn des Zweiten Weltkrieges wurde diese Tradition mit Reichsgartenschauen (offizieller Name Reichsausstellungen des deutschen Gartenbaues) fortgesetzt (daher auch die erneute Wahl von Dresden und Essen als Austragungsorte):
- 1933: Deutsche Gartenbau-Ausstellung in Berlin, in den Ausstellungshallen am Kaiserdamm. Erste große gärtnerische Hallenschau in Deutschland. Leitung: Gustav Allinger.[11]
- 1933: Jahresschau Deutscher Gartenkultur und Landschaftspflege (JaDeGa) vom 24. Juni bis 10. Oktober 1933 im erweiterten Stadthallengarten von Hannover[12]
- 1936: 1. Reichsausstellung des deutschen Gartenbaues auf dem Städtischen Ausstellungsgelände und Teilen des Großen Gartens in Dresden vom 24. April bis 11. Oktober 1936, die kurz Reichsgartenschau Dresden genannt wurde
- 1938: 2. Reichsausstellung des deutschen Gartenbaues vom 26. April bis 12. Oktober 1938 als zweite Reichsgartenschau im Essener Grugapark: Erweiterung des Geländes um fast das Doppelte, unter anderem Anlage von Keramikhof und Großem Blumenhof
- 1939: 3. Reichsausstellung des deutschen Gartenbaues vom 22. April bis 2. September 1939 in Stuttgart als die dritte Reichsgartenschau; auf diese geht der Stuttgarter Höhenpark Killesberg zurück.

### Nachkriegszeit
1949 fand in Landau in der Pfalz die Südwestdeutsche Gartenschau (SÜWEGA) statt, 1950 folgte Stuttgart mit der Deutschen Gartenschau und 1951 dann die erste Bundesgartenschau in Hannover. Von Mai bis Oktober 1952 fand allerdings noch eine schlicht gehaltene 2. Große Ruhrländische Gartenbau-Ausstellung (Gruga) in Essen statt. Angesichts von Bundes- und Landesgartenschauen führte Essen dann keine Gruga mehr durch. Essen veranstaltete die Bundesgartenschau 1965 (siehe unten).
Die höchste Besucherzahl einer BUGA erreichte die IGA in München 1983 mit 11,5 Millionen Besuchern, bis zu 250.000 an einem Tag.
Die bisher zweithöchste Zahl an Besuchern hatte die Bundesgartenschau 1975 in Mannheim mit 8,1 Millionen Besuchern und war bis dahin die erfolgreichste BUGA. Nach der mit 7,3 Mio. Besuchern sehr erfolgreichen Internationale Gartenbauausstellung 1993 in Stuttgart gingen die Besucherzahlen der folgenden Ausstellungen stark zurück. Bis 2011 blieben die Besucherzahlen jeweils unter drei Millionen.
Erst die Bundesgartenschau 2011 in Koblenz übertraf diese Marke und zählte bis zu ihrem Ende am 16. Oktober 2011 insgesamt 3.558.274 Besucher, die damit den Besucherrekord einer Bundesgartenschau seit Einführung des elektronischen Zählsystems 1997 hält. Die für 2025 geplante Bundesgartenschau in Rostock wurde ohne Ersatz abgesagt. Damit wird zum ersten Mal in der Geschichte die Bundesgartenschau ausfallen.
1961 fand in Erfurt die Internationale Gartenbauausstellung „iga“ statt. Sie sollte ein Gegenentwurf der DDR zur Buga bzw. IGA sein. Die IGA Erfurt wurde 1991 in den heutigen egapark umgewandelt. Der egapark war das Herzstück der BUGA 2021 in Erfurt.

## Austragungen
| Jahr       | Zeitraum                | Stadt                                                            | Park | Land                        | Bemerkung | Logo |
| ---------- | ----------------------- | ---------------------------------------------------------------- | --- | --------------------------- | --- | --- |
| 1951       | 28. April – 31. Oktober | Hannover                                                         | Stadtpark (Stadthallengarten) | Niedersachsen               | erste und bis heute einzige Bundesgartenschau in Niedersachsen                                                                         | erste und bis heute einzige Bundesgartenschau in Niedersachsen                                                             |
| 1953 (IGA) | 30. April – 11. Oktober | Hamburg                                                          | Planten un Blomen | Hamburg                     | erste Bundesgartenschau in Hamburg | erste Bundesgartenschau in Hamburg                                                                                         |
| 1955       | 29. April – 16. Oktober | Kassel                                                           | Karlsaue | Hessen                      | erste Bundesgartenschau in Hessen; die erste documenta fand als Beiprogramm statt                                                      | erste Bundesgartenschau in Hessen; die erste documenta fand als Beiprogramm statt                                          |
| 1957       | 29. April – 24. Oktober | Köln                                                             | Rheinpark | Nordrhein-Westfalen         | erste Bundesgartenschau in Nordrhein-Westfalen                                                                                         | erste Bundesgartenschau in Nordrhein-Westfalen                                                                             |
| 1959       | 30. April – 17. Oktober | Dortmund                                                         | Westfalenpark | Nordrhein-Westfalen         | | |
| 1961       | 28. April – 15. Oktober | Stuttgart                                                        | Oberer und Mittlerer Schlossgarten, Höhenpark Killesberg | Baden-Württemberg           | erste Bundesgartenschau in Baden-Württemberg                                                                                           | erste Bundesgartenschau in Baden-Württemberg                                                                               |
| 1963 (IGA) | 26. April – 13. Oktober | Hamburg                                                          | Planten un Blomen, (Alter) Botanischer Garten, Kleine und Große Wallanlagen | Hamburg                     | | |
| 1965       | 29. April – 17. Oktober | Essen                                                            | Grugapark | Nordrhein-Westfalen         | | |
| 1967       | 14. April – 23. Oktober | Karlsruhe                                                        | Stadtgarten, Schlossgarten | Baden-Württemberg           | | |
| 1969       | 25. April – 12. Oktober | Dortmund                                                         | Westfalenpark | Nordrhein-Westfalen         | EUROFLOR | EUROFLOR |
| 1971       | 29. April – 24. Oktober | Köln                                                             | Rheinpark, Riehler Aue | Nordrhein-Westfalen         | | |
| 1973 (IGA) | 27. April – 7. Oktober  | Hamburg                                                          | Planten un Blomen, Kleine und Große Wallanlagen | Hamburg                     | | |
| 1975       | 18. April – 19. Oktober | Mannheim                                                         | Luisenpark, Herzogenriedpark | Baden-Württemberg           | Mit 8,1 Millionen Besuchern bis dahin erfolgreichste BUGA                                                                              | |
| 1977       | 29. April – 23. Oktober | Stuttgart                                                        | Unterer Schlossgarten | Baden-Württemberg           | | |
| 1979       | 27. April – 21. Oktober | Bonn                                                             | Rheinaue | Nordrhein-Westfalen         | | |
| 1981       | 30. April – 18. Oktober | Kassel                                                           | Fuldaaue, Karlsaue | Hessen                      | | |
| 1983 (IGA) | 28. April – 9. Oktober  | München                                                          | Westpark (Mollgelände) | Bayern                      | erste Bundesgartenschau in Bayern; rd. 11,5 Millionen Besucher, davon an Spitzentagen über 250.000; besucherreichste Bundesgartenschau | |
| 1985       | 26. April – 20. Oktober | Berlin                                                           | Britzer Garten | Berlin                      | erste Bundesgartenschau in Berlin | erste Bundesgartenschau in Berlin                                                                                          |
| 1987       | 30. April – 11. Oktober | Düsseldorf                                                       | Volksgarten, Südpark | Nordrhein-Westfalen         | | |
| 1989       | 21. April – 15. Oktober | Frankfurt am Main                                                | Niddapark | Hessen                      | mit Panoramabahn | |
| 1991       | 26. April – 20. Oktober | Dortmund                                                         | Westfalenpark | Nordrhein-Westfalen         | | |
| 1993 (IGA) | 23. April – 17. Oktober | Stuttgart                                                        | Grünes U (Höhenpark Killesberg, Wartberg, Leibfriedscher Garten, Rosensteinpark) | Baden-Württemberg           | mit Panoramabahn | mit Panoramabahn |
| 1995       | 29. April – 8. Oktober  | Cottbus                                                          | Elias- und Spreeauenpark | Brandenburg                 | erste Bundesgartenschau in Brandenburg und in den neuen Bundesländern; Cottbus sprang nach Absage Berlins erst 1993 als Ausrichter ein | |
| 1997       | 19. April – 5. Oktober  | Gelsenkirchen                                                    | Nordsternpark | Nordrhein-Westfalen         | erste Bundesgartenschau auf einer ehemaligen Kohleindustriefläche, mit Panoramabahn                                                    | erste Bundesgartenschau auf einer ehemaligen Kohleindustriefläche, mit Panoramabahn                                        |
| 1999       | 23. April – 17. Oktober | Magdeburg                                                        | Elbauenpark | Sachsen-Anhalt              | erste Bundesgartenschau in Sachsen-Anhalt, mit Panoramabahn                                                                            | |
| 2001       | 21. April – 7. Oktober  | Potsdam                                                          | Volkspark (Bornstedter Feld) | Brandenburg                 | zu den Hauptattraktionen gehörten die Motive „Orte am Fluss“, „Historische Innenstadt“, „Feldflur“ und „Biosphäre Potsdam“             | zu den Hauptattraktionen gehörten die Motive „Orte am Fluss“, „Historische Innenstadt“, „Feldflur“ und „Biosphäre Potsdam“ |
| 2003 (IGA) | 25. April – 12. Oktober | Rostock                                                          | IGA-Park | Mecklenburg-Vorpommern      | erste Bundesgartenschau in Mecklenburg-Vorpommern                                                                                      | |
| 2005       | 28. April – 9. Oktober  | München                                                          | Riemer Park | Bayern                      | | |
| 2007       | 27. April – 14. Oktober | Gera, Ronneburg                                                  | Hofwiesenpark, Neue Landschaft Ronneburg | Thüringen                   | erste Bundesgartenschau in Thüringen und erste in zwei Städten                                                                         | |
| 2009       | 23. April – 11. Oktober | Schwerin                                                         | Innenstadt, rund um das Schloss und den Schweriner Schlossgarten | Mecklenburg-Vorpommern      | | |
| 2011       | 15. April – 16. Oktober | Koblenz                                                          | Drei Kernbereiche: Blumenhof am Deutschen Eck, Kurfürstliches Schloss und Festung Ehrenbreitstein | Rheinland-Pfalz             | erste Bundesgartenschau in Rheinland-Pfalz                                                                                             | |
| 2013 (IGS) | 26. April – 13. Oktober | Hamburg                                                          | Elbinsel Wilhelmsburg mit Georgswerder | Hamburg                     | | |
| 2015       | 18. April – 11. Oktober | Havel-Region →Brandenburg →Rathenow →Premnitz →Stölln →Havelberg | | Brandenburg, Sachsen-Anhalt | stark dezentralisiert; erste länderübergreifende Bundesgartenschau                                                                     | |
| 2017 (IGA) | 13. April – 15. Oktober | Berlin                                                           | „Gärten der Welt“, Erweiterungsflächen und Teile des Wuhletales | Berlin                      | Als Testprojekt erste Gartenschau, deren Nachhaltigkeit nach dem FLL-Leitfaden Nachhaltige Freianlagen zertifiziert wurde              | Als Testprojekt erste Gartenschau, deren Nachhaltigkeit nach dem FLL-Leitfaden Nachhaltige Freianlagen zertifiziert wurde  |
| 2019       | 17. April – 6. Oktober  | Heilbronn                                                        | Neckarbogen | Baden-Württemberg           | erste Bundesgartenschau mit Stadtausstellung                                                                                           | |
| 2021       | 23. April – 10. Oktober | Erfurt                                                           | egapark, Petersberg, Gera-Aue (vom Nordpark bis zum Kilianipark) | Thüringen                   | gleichzeitig 60. Jubiläum des egaparks, auf dem 1961 die erste internationale Gartenbauausstellung sozialistischer Länder stattfand    | |
| 2023       | 14. April – 8. Oktober  | Mannheim                                                         | Konversionsgelände „Spinelli Barracks“, Feudenheimer Au, Luisenpark | Baden-Württemberg           | 2,2 Mio. Besucher | |
| 2025       | ---                     | Rostock                                                          | Stadthafen und Warnowufer | Mecklenburg-Vorpommern      | Absage am 10. Juni 2022 | Absage am 10. Juni 2022 |
| 2027 (IGA) |                         | Ruhrgebiet                                                       | | Nordrhein-Westfalen         | dezentralisiert | |
| 2029       |                         | Welterbe Kulturlandschaft Oberes Mittelrheintal                  | Koblenz bis Bingen/Rüdesheim | Rheinland-Pfalz, Hessen     | stark dezentralisiert | |
| 2031       |                         | Wuppertal                                                        | | Nordrhein-Westfalen         | | |
| 2033       |                         | Dresden                                                          | mehrere Park- und Grünanlagen und bisherige Trümmerberge (Südpark/Bismarcksäule/Volkspark Räcknitz, Galopprennbahn, Ostragehege, Proschhübel/Hechtpark/St.-Pauli-Friedhof, Kiessee/Trümmerberg Leuben, Geberbach) | Sachsen                     | erste Bundesgartenschau in Sachsen, dezentralisierte Standorte, geschätzte Kosten 80 Millionen Euro (Stand 2023)                       | erste Bundesgartenschau in Sachsen, dezentralisierte Standorte, geschätzte Kosten 80 Millionen Euro (Stand 2023)           |
| 2035       |                         | Dessau-Roßlau                                                    | | Sachsen-Anhalt              | | |
| 2037       |                         | Jüchen                                                           | Tagebau Garzweiler | Nordrhein-Westfalen         | Internationale Gartenbauausstellung (IGA)                                                                                              | |

## Kritik an Gartenschauen ab 1980
„Gartenschauen“ seien mit Steuermitteln kofinanzierte Leistungsschauen der Gartenbau-Industrie und ihrer Verbände. Sie sollten als touristische Attraktion dienen und Besucher in die veranstaltenden Städte locken. Bereits 1980 veröffentlichte der Deutsche Werkbund angesichts der Bundesgartenschau in Kassel 1981 die Broschüre Durch Pflege zerstört, die in Bild und Text detailliert aufzeigte, wie die historische Karlsaue in Kassel für die Schau hergerichtet, beschädigt und entstellt wurde. Der Soziologe und Nationalökonom Lucius Burckhardt forderte bereits damals zum Umdenken auf: „Nach dem Zweiten Weltkrieg“, so argumentierte er, „trugen Gartenschauen dazu bei, den Städten ihre Parks wiederzugeben oder sie instandzusetzen“, inzwischen aber gebe es kaum mehr „stadtnahe Freiflächen, die in Parks verwandelt werden können“, das Resultat bestehe darin, dass „einstmals brauchbare Parks zu reich instrumentiert und in deshalb nur mehr beschaubare Parks verwandelt werden.“
Im Zuge der Vorbereitungen für die igs 2013 in Hamburg-Wilhelmsburg wurden nach einem Bericht der „Harburger Anzeigen und Nachrichten“ fast 2500 Bäume gefällt und mehr als 4000 laufende Meter Heckenbewuchs entfernt. Zur Anlage einer Lärmschutzwand wurde zudem eine 2860 Quadratmeter große Feuchtwiese trockengelegt. Hamburg gab insgesamt 70 Millionen Euro für die igs aus. Allein für die Anlage von 2500 Parkplätzen, die nur während der Gartenschau genutzt wurden, wurde ebenfalls dauerhaft Natur zerstört. Und selbst die Ausgleichsmaßnahmen im Osten der Elbinsel zerstörten nochmals intakte Biotope, da dort Feuchtgebiete und Wiesen umgestaltet wurden, um Platz für Baumpflanzungen zu schaffen.